# Gustav Raab
Gustav Raab (* 23. August 1938 in Bad Deutsch-Altenburg, Niederösterreich; † 25. Mai 2006 in Wien) war ein österreichischer Bankmanager. 
Raab studierte an der Hochschule für Welthandel und an der Technischen Universität in Wien. Er war ab 1965 im Hauptverband der Österreichischen Sparkassen tätig, von 1993 bis 1997 war er dessen Generalsekretär. Er war ab 1976 Geschäftsführer des Österreichischen Forschungsinstituts für Sparkassenwesen und von 1988 bis 1997 Vorstand der Sparkassenhaftungs AG. Raab war auch Honorarprofessor an der Wirtschaftsuniversität Wien.

## Auszeichnungen
- 1999: Großes Silbernes Ehrenzeichen für Verdienste um die Republik Österreich[1]